# Let Poland Be Poland
Let Poland Be Poland (polsky Żeby Polska była Polską) je americký publicistický televizní pořad režírovaný Martym Pasettym. Byl vyroben americkou vládní agenturou United States International Communications Agency ve spolupráci s Ministerstvem obrany USA. Vysílán byl 31. ledna 1982.

## Dějiny
Vysílání sledovalo 185 milionů diváků v 50 zemích světa. Audio verzi Hlas Ameriky připravil v 39 jazykových verzích. Pořad vysílalo také Radio Wolna Europa, Radio Liberty a Radio France Internationale.
Pořad Let Poland Be Poland zpravuje o událostech z 30. ledna 1982.[ujasnit] Tento den byl vyhlášen Mezinárodním dnem solidarity s Polskem.
Pořadem provázel Charlton Heston. Účastnili se jej mj.: Romuald Spasowski, Zdzisław Rurarz, Adam Makowicz, Czesław Miłosz, Mstislav Rostropovič, Kirk Douglas, Max von Sydow, James A. Michener, Henry Fonda, Glenda Jacksonová, Benny Andersson, Agnetha Fältskog, Anni-Frid Lyngstadová, Paul McCartney, Björn Ulvaeus, Orson Welles, Madeleine Albrightová. Píseň „Ever Homeward” (pol. „Wolne Serca”) zazpíval Frank Sinatra (část zpíval polsky).
V průběhu pořadu byl navazován kontakt s vůdci států a politiky, kteří vydávali svá prohlášení. Byli to mj.: prezident USA Ronald Reagan, premiérka Velké Británie Margaret Thatcherová, premiér Portugalska Francisco Pinto Balsemão, kancléř Spolkové republiky Německo Helmut Schmidt, premiér Islandu Gunnar Thoroddsen, premiér Belgie Wilfried Martens, premiér Japonska Zenkó Suzuki, premiér Itálie Arnaldo Forlani, premiér Norska Kåre Willoch, premiér Kanady Pierre Trudeau, premiér Turecka Bülend Ulusu, premiér Lucemburska Pierre Werner, premiér Španělska Adolfo Suárez González, prezident Francie François Mitterrand, předseda Sněmovny reprezentantů Tip O’Neill, lídr většiny v Senátu Howard Baker, senátor a člen komise zahraničních věcí Senátu Clement Zablocki.
Politici se zaměřili na kritiku autoritářské polské vlády a vlády Sovětského svazu, výrazu podpory pro polský národ, solidaritu s utlačovanými a příslib pomoci, včetně materiální.
Byla také opakovaně vysílána demonstrace pro podporu Poláků z různých míst světa: New York, Londýn, Brusel, Tokio, Lisabon, Sydney, Washington, Toronto, Chicago.
Název pořadu odkazuje na píseň Jana Pietrzaka „Żeby Polska była Polską”.
V Polsku tento pořad poprvé odvysílala TVP Historia 13. prosince 2011.